# Mokre (gromada w powiecie grudziądzkim, 1967–1972)
Mokre (do 31 XII 1966 Świerkocin) – dawna gromada, czyli najmniejsza jednostka podziału terytorialnego Polskiej Rzeczypospolitej Ludowej w latach 1954–1972.
Gromady, z gromadzkimi radami narodowymi (GRN) jako organami władzy najniższego stopnia na wsi, funkcjonowały od reformy reorganizującej administrację wiejską przeprowadzonej jesienią 1954 do momentu ich zniesienia z dniem 1 stycznia 1973, tym samym wypierając organizację gminną w latach 1954–1972.
Gromadę Mokre z siedzibą GRN w Mokrem utworzono 1 stycznia 1967 w powiecie grudziądzkim w woj. bydgoskim w związku z przeniesieniem siedziby GRN gromady Świerkocin ze Świerkocina do Mokrego i zmianą nazwy jednostki na gromada Mokre.
W 1969 roku gromada miała 27 członków gromadzkiej rady narodowej.
Gromada przetrwała do końca 1972 roku, czyli do kolejnej reformy gminnej.
Uwaga: Gromada Mokre (o innym składzie) istniała także w latach 1954–1957.